# Lapinlahdenkatu
Lapinlahdenkatu est une rue du quartier de Kamppi à Helsinki en Finlande.

## Présentation
La rue part de Ruoholahdenkatu à l'Est et se termine dans Pohjoinen rautatiekatu à l'ouest.

## Bâtiments
| N° | Bâtiment                                         | Image | Architecte                     | Const. |
| 3  | Maison Martta                                    |       |                                |        |
| 8  |                                                  |       | Ole Gripenberg                 | 1955   |
| 11 |                                                  |       | Karl Lindahl                   | 1915   |
| 13 |                                                  |       | Albert Nyberg Waldemar Aspelin | 1924   |
| 16 | Ancien Hôpital de Maria                          |       | Lars Sonck                     | 1907   |
| 16 | Ancien Hôpital de Maria Pavillon d'épidémiologie |       | Onni Tarjanne                  |        |
| 19 |                                                  |       | Emil Svensson                  | 1911   |
| 25 |                                                  |       | Jussi Paatela Toivo Paatela    |        |
| 31 |                                                  |       | Selim A. Lindqvist             | 1906   |

## Galerie

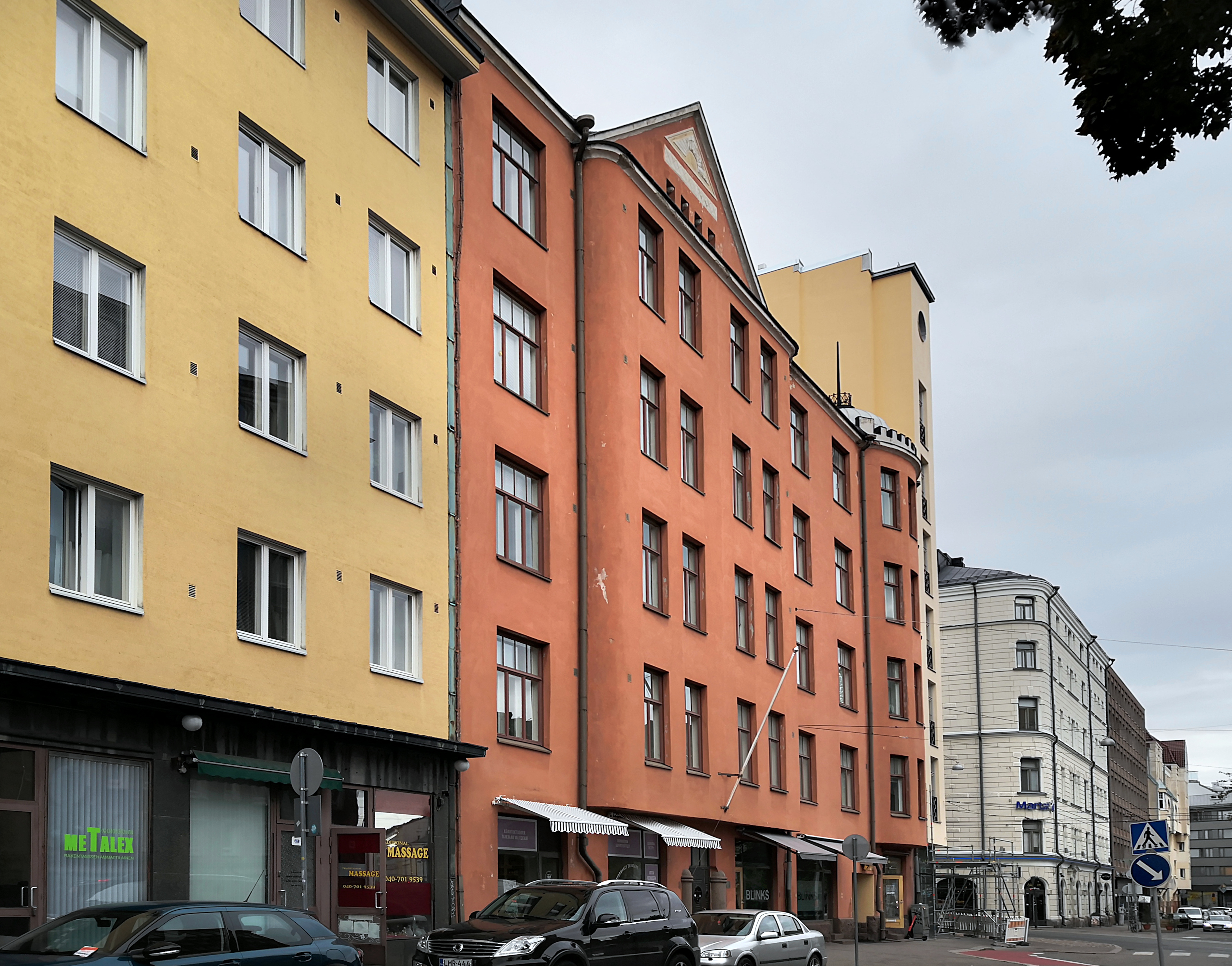
Lapinlahdenkatu 9-3.
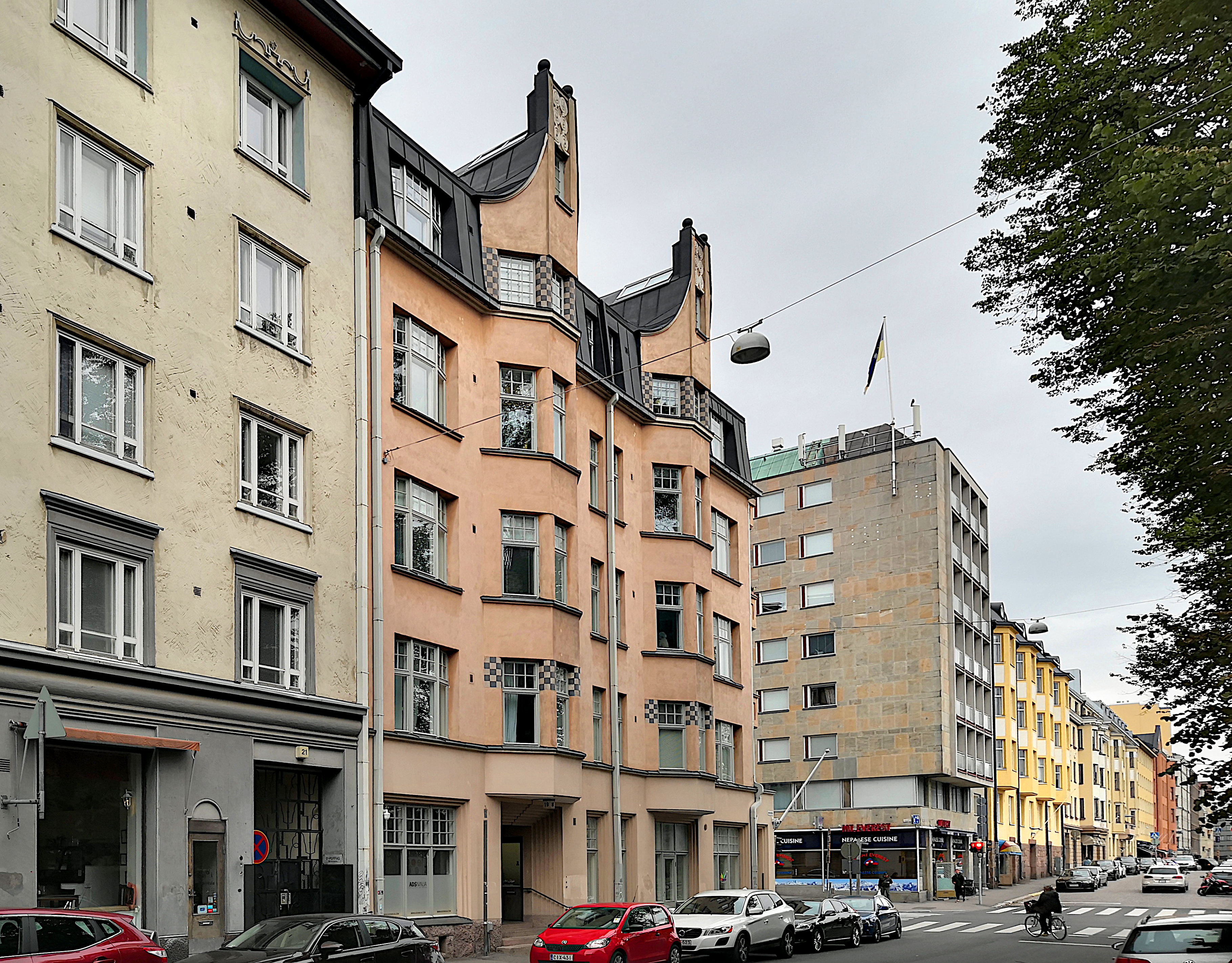
Lapinlahdenkatu 21-13.
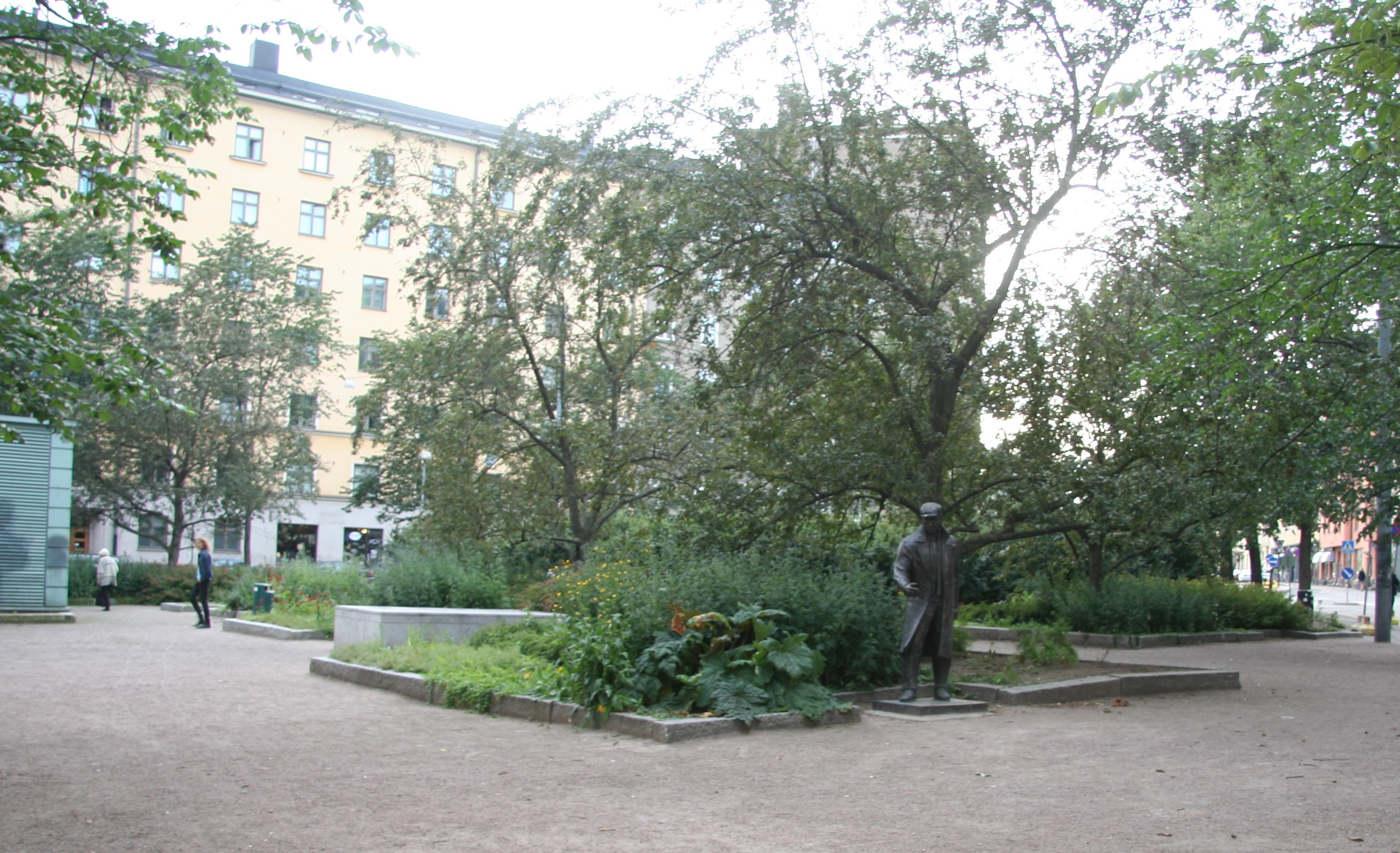
Parc de Lapinlahti
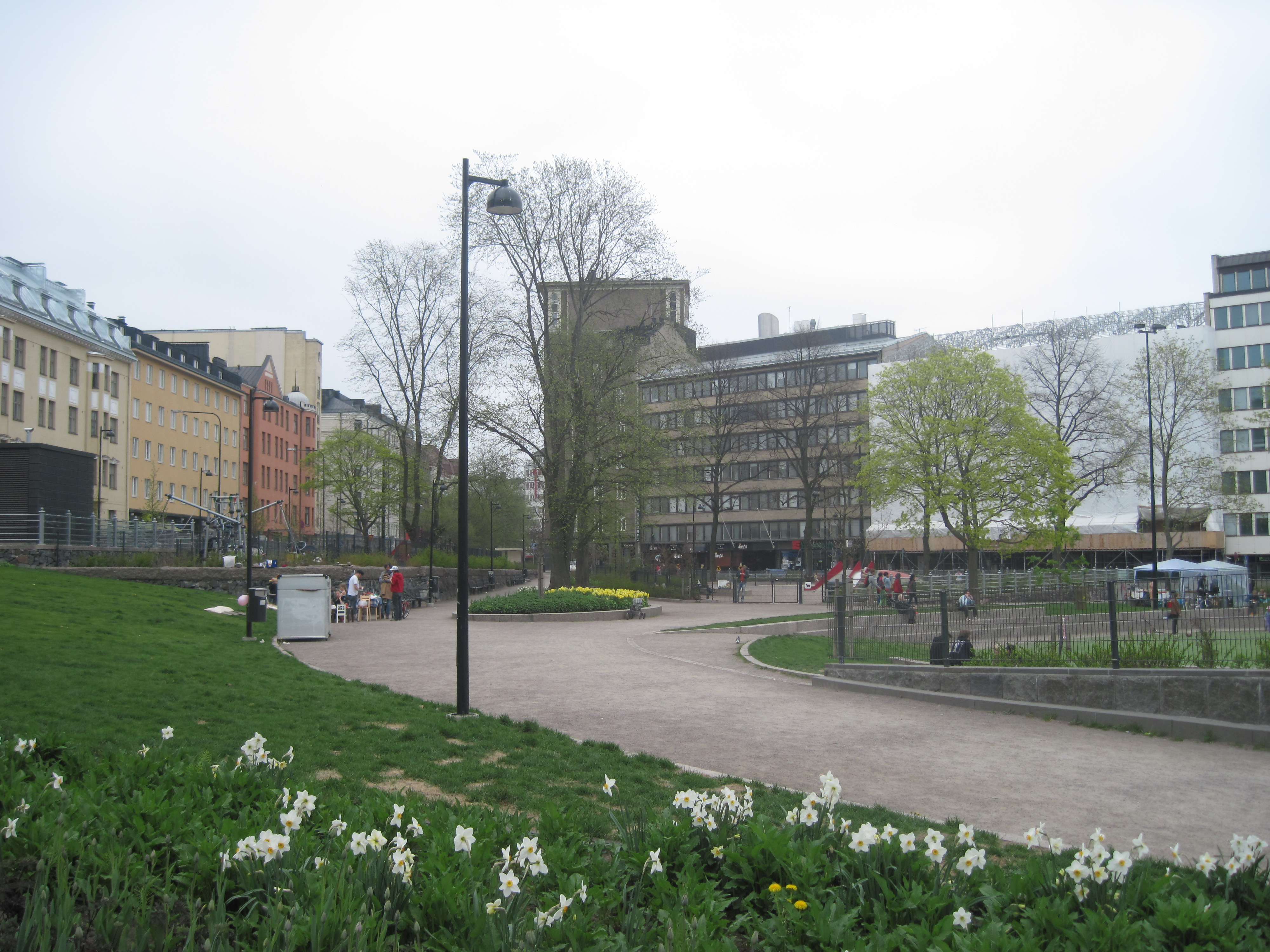
Lastenlehto